# Палтус чорний
Палтус чорний, або гренландський (Reinhardtius hippoglossoides) — єдиний вид в роді Reinhardtius. Є цінною промисловою рибою, що належить до групи великоротих камбал.

## Загальна інформація
Завдяки своїм фізіологічним, морфологічним та функціональним особливостям чорний палтус є одним з найбільш широко розповсюджених амфібореальних видів, що мешкають в помірно-холодних водах Атлантичного та Тихого океанів.
Максимальний зареєстрований розмір — 120 см при вазі близько 45кг. В середньому — 80-100 см при вазі 11-25 кг. Максимальний зареєстрований вік — 30 років.

## Розповсюдження
Східна Атлантика від Англії до північної Норвегії, в Баренцевому морі — до Шпіцбергену та архіпелагу Нова Земля; Ісландія, східна Гренландія, Гренландське море, східне узбережжя Північної Америки від Ньюфаундленду до західного узбережжя Гренландії. В Тихому океані — Берингове море, Охотське море, Японське море, узбережжя Північної Америки від Алеутських островів до північної Мексики.

## Біологія
Цей вид звичайно зустрічається на глибинах 200–2000 метрів (найчастіше — 500–1000 метрів), часто плаває в пелагічних шарах води далеко від дна (у вертикальному положенні, черевною стороною донизу). Є активним хижаком: полює на креветок, тріску, бельдюгу, мойву, морського окуня і інші види риб, а також на кальмарів.
Нерест відбувається на глибинах 700–1500 метрів в квітні — липні, при температурі води 3-5°С. По типу ікрометання чорний палтус належить до пелагофілів. Метаморфоз личинок відбувається при довжині 6-8.5 см. В процесі пасивного дрейфу ікри та личинок (протягом 8-10 місяців) проходить первинне розселення особин нового покоління.
Ікринки та ранні стадії тримаються на глибині, а потім в міру зростання молодь підіймається до поверхні.
Здатність до відновлення в даного виду низька: мінімальний час подвоєння популяції становить 4.5 — 14 років.

## Спосіб життя
Перші 3-4 роки життя палтус проводить поблизу місць осідання, а в міру росту та статевого созрівання поступово зміщується у напрямку нерестилищ та освоює більші глибини. Після першого нересту чорний палтус починає здійснювати сезонні міграції між районами розмноження та відгодівлі; при цьому самиці звичайно мігрують на більші відстані, ніж самці.
У палтуса, як і у інших видів риб ряду камбалоподібних, наявні істотні відмінності між самцями та самицями в темпах статевого созрівання, динаміці росту та тривалості життя. Самки досягають статевої зрілості пізніше за самців, але живуть довше, дасягаючи більших розмірів. При цьому, починаючи з 5-6 років, середня довжина їхнього тіла та темп росту перевищують такі у одновікових самців.
Біологічний смисл такого статевого диморфізму полягає в тому, що при рівних умовах існування він забезпечує самкам перевагу над самцями у харчуванні і, врешті-решт, у виживанні, що має сприяти підтриманню максимального рівню популяційної плодючості.

## Господарське значення
Чорний палтус має велике рибопромислове значення: основним способом лову є донне тралування, країнами, що мають найбільші видобутки — Данія (в районі Гренландії), Норвегія та Росія.
Чорний палтус зберігається в засоленому або мороженому вигляді; у харчуванні вживається найчастіше в'яленим або смаженим.